# 斑紋近鯰
斑紋近鯰，為輻鰭魚綱鯰形目鯰科的其中一種，為熱帶淡水魚，分布於亞洲婆羅洲北部及西部淡水流域，體長可達10.4公分，棲息在泥底質沼澤底層水域，生活習性不明。

## 扩展阅读
維基物種上的相關：斑紋近鯰